# Caroline Gasser
Pour les articles homonymes, voir Gasser.
Caroline Gasser, née le 19 septembre 1960 à Vevey en Suisse est une actrice suisse de théâtre, de télévision et de cinéma.

## Biographie
Diplômée de l'ESAD en 1985, elle joue au théâtre dans Rester partir de Bernard Chartreux monté au Centre Dramatique de Lausanne, puis dans Le Legs et L'Épreuve de Marivaux. Elle se produit dans des pièces de Molière, Racine, Tchékhov, Musset, Feydeau, Shakespeare, Ibsen, Berkoff, Y. Reza, Fassbinder, Don De Lillo, apparaît dans différents téléfilms et séries télévisées, et poursuit sa carrière au cinéma, en particulier pour Jacques Rivette. Elle évoque sa propre mort dans la pièce Défaut de fabrication de Jérôme Richer en 2019.

## Théâtre
- 1985 : Rester partir de Bernard Chartreux
- 2019 : Défaut de fabrication de Jérôme Richer
- 2019 : Mémoire de fille d’Annie Ernaux[5]

## Filmographie partielle

### Télévision
- 1988 : La Louve (téléfilm) Anna
- 1991 : Navarro (série télé) S3E6 Chris
- 1996 : Crime à l'altimètre (téléfilm) Romance
- 1996-1998 : L'Instit (série télé) S4E2 Viviane
- 2020 : Bulle (série télévisée) Adèle

### Cinéma
- 1987 : La Loi sauvage de Francis Reusser
- 1989 : La Bande des quatre de Jacques Rivette: Raphaële
- 2008 : Dirty Money, l'infiltré de Dominique Othenin-Girard : Ferucci
- 2008 : Quelques jours avant la nuit  de Simon Edelstein : Anne Marceau
- 2010 : Opération Casablanca de Laurent Nègre : Inspectrice de l'hygiène
- 2016 : Confusion de  Yacine Brahem et Dario Cerruti : Caroline Gautier